# Liste des planètes mineures non numérotées découvertes en mars 2017
Pour un article plus général, voir Liste des planètes mineures non numérotées découvertes en 2017.
Pour un article plus général, voir Liste des planètes mineures.
Cet article dresse la liste des planètes mineures (astéroïdes, centaures, objets transneptuniens et assimilés) non numérotées découvertes en mars 2017 dans l'ordre de leur découverte.
Au 15 janvier 2025, 661 077 des 1 434 993 planètes mineures répertoriées par le Centre des planètes mineures ne sont pas encore numérotées, soit 46,07 %.

## Rappel concernant la désignation provisoire
La désignation provisoire indique l'ordre de découverte de ces objets. En effet, cette désignation est composée de l'année de découverte (par exemple 2017) suivie de la quinzaine (demi-mois) de découverte (p.e. A = 1-15 janvier) puis de l'ordre de découverte dans cette quinzaine. Cet ordre est indiqué par une lettre et éventuellement un chiffre comme suit : A pour la première découverte, B pour la deuxième, ..., Z pour la 25e (le I n'est pas utilisé pour éviter la confusion avec 1), A1 pour la 26e, B1 pour la 27e, etc. , Z1 pour la 50e, A2 pour la 51e, B2 pour la 52e, etc. L'ordre de la numérotation ne suit donc pas l'ordre alphanumérique. 2017 AA1 suit ainsi 2017 AZ et précède 2017 AB1.

## Liste

### Du1erau 15 mars 2017
- 2017 EA
- 2017 EB
- 2017 EC
- 2017 ED
- 2017 EF
- 2017 EG
- 2017 EH
- 2017 EJ
- 2017 EK
- 2017 EL
- 2017 EM
- 2017 EN
- 2017 EO
- 2017 ER
- 2017 ES
- 2017 ET
- 2017 EU
- 2017 EV
- 2017 EW
- 2017 EY
- 2017 EZ
- 2017 EB1
- 2017 ED1
- 2017 EE1
- 2017 EG1
- 2017 EH1
- 2017 EJ1
- 2017 EK1
- 2017 EM1
- 2017 EO1
- 2017 EQ1
- 2017 ES1
- 2017 ET1
- 2017 EU1
- 2017 EV1
- 2017 EW1
- 2017 EY1
- 2017 EZ1
- 2017 EC2
- 2017 ED2
- 2017 EG2
- 2017 EJ2
- 2017 EN2
- 2017 EP2
- 2017 EQ2
- 2017 ER2
- 2017 ES2
- 2017 ET2
- 2017 EU2
- 2017 EW2
- 2017 EX2
- 2017 EY2
- 2017 EZ2
- 2017 EA3
- 2017 EB3
- 2017 EC3
- 2017 ED3
- 2017 EE3
- 2017 EF3
- 2017 EG3
- 2017 EH3
- 2017 EJ3
- 2017 EK3
- 2017 EL3
- 2017 EN3
- 2017 EP3
- 2017 ES3
- 2017 EU3
- 2017 EX3
- 2017 EZ3
- 2017 EB4
- 2017 EC4
- 2017 ED4
- 2017 EE4
- 2017 EF4
- 2017 EG4
- 2017 EH4
- 2017 EJ4
- 2017 EK4
- 2017 EL4
- 2017 EM4
- 2017 EN4
- 2017 EQ4
- 2017 EM5
- 2017 EO5
- 2017 EP5
- 2017 EV5
- 2017 EX5
- 2017 EA6
- 2017 EC6
- 2017 ED6
- 2017 EQ6
- 2017 EA7
- 2017 EC7
- 2017 EK7
- 2017 EP7
- 2017 ET7
- 2017 EX7
- 2017 EN8
- 2017 EO8
- 2017 EP8
- 2017 EV8
- 2017 EW8
- 2017 EJ9
- 2017 EL9
- 2017 EQ9
- 2017 ED10
- 2017 EF10
- 2017 EK10
- 2017 EM10
- 2017 EN10
- 2017 ES10
- 2017 ET10
- 2017 EW10
- 2017 EY10
- 2017 EB11
- 2017 EE11
- 2017 EL11
- 2017 EM11
- 2017 EN11
- 2017 ES11
- 2017 ET11
- 2017 EY11
- 2017 EH12
- 2017 EM12
- 2017 EZ12
- 2017 EB13
- 2017 EC13
- 2017 EF13
- 2017 EM13
- 2017 EN13
- 2017 EO13
- 2017 EP13
- 2017 EQ13
- 2017 ER13
- 2017 EZ13
- 2017 EK14
- 2017 EL14
- 2017 EU14
- 2017 EX14
- 2017 EB15
- 2017 EE15
- 2017 EK15
- 2017 ER15
- 2017 EU15
- 2017 EZ15
- 2017 ED16
- 2017 EE16
- 2017 EH16
- 2017 EM16
- 2017 EU16
- 2017 EZ16
- 2017 EH17
- 2017 EC18
- 2017 EF18
- 2017 EH18
- 2017 EL18
- 2017 EB19
- 2017 EM19
- 2017 EN19
- 2017 ES19
- 2017 EU19
- 2017 EW19
- 2017 EY19
- 2017 EZ19
- 2017 EA20
- 2017 EB20
- 2017 ED20
- 2017 EE20
- 2017 EF20
- 2017 EH20
- 2017 EJ20
- 2017 EN20
- 2017 EO20
- 2017 EP20
- 2017 EC21
- 2017 EO21
- 2017 ET21
- 2017 EA22
- 2017 EC22
- 2017 EO22
- 2017 EP22
- 2017 EQ22
- 2017 ER22
- 2017 ES22
- 2017 ET22
- 2017 EU22
- 2017 EX22
- 2017 EA23
- 2017 EB23
- 2017 EC23
- 2017 ED23
- 2017 EE23
- 2017 EF23
- 2017 EN23
- 2017 EO23
- 2017 EN24
- 2017 EP24
- 2017 EQ24
- 2017 EN25
- 2017 EP25
- 2017 ER25
- 2017 ES25
- 2017 EU25
- 2017 EV25
- 2017 EW25
- 2017 EX25
- 2017 EY25
- 2017 EZ25
- 2017 EA26
- 2017 EB26
- 2017 EC26
- 2017 ED26
- 2017 EE26
- 2017 EG26
- 2017 EH26
- 2017 EK26
- 2017 EL26
- 2017 EM26
- 2017 EN26
- 2017 EO26
- 2017 EP26
- 2017 ER26
- 2017 ES26
- 2017 ET26
- 2017 EU26
- 2017 EV26
- 2017 EW26
- 2017 EX26
- 2017 EY26
- 2017 EZ26
- 2017 EA27
- 2017 EB27
- 2017 EC27
- 2017 ED27
- 2017 EE27
- 2017 EF27
- 2017 EG27
- 2017 EH27
- 2017 EJ27
- 2017 EK27
- 2017 EL27
- 2017 EM27
- 2017 EN27
- 2017 EP27
- 2017 EQ27
- 2017 ER27
- 2017 ES27
- 2017 ET27
- 2017 EU27
- 2017 EV27
- 2017 EW27
- 2017 EX27
- 2017 EZ27
- 2017 EA28
- 2017 EB28
- 2017 EC28
- 2017 ED28
- 2017 EE28
- 2017 EF28
- 2017 EG28
- 2017 EJ28
- 2017 EK28
- 2017 EL28
- 2017 EM28
- 2017 EN28
- 2017 EO28
- 2017 EP28
- 2017 EQ28
- 2017 ER28
- 2017 ES28
- 2017 ET28
- 2017 EU28
- 2017 EX28
- 2017 EZ28
- 2017 EA29
- 2017 EC29
- 2017 ED29
- 2017 EE29
- 2017 EJ29
- 2017 EL29
- 2017 EM29
- 2017 EN29
- 2017 EO29
- 2017 EP29
- 2017 EQ29
- 2017 ER29
- 2017 ES29
- 2017 EU29
- 2017 EV29
- 2017 EX29
- 2017 EY29
- 2017 EA30
- 2017 EB30
- 2017 EE30
- 2017 EF30
- 2017 EG30
- 2017 EH30
- 2017 EQ30
- 2017 ER30
- 2017 ET30
- 2017 EU30
- 2017 EW30
- 2017 EC31
- 2017 EG31
- 2017 EK31
- 2017 EO31
- 2017 EV31
- 2017 EW31
- 2017 EX31
- 2017 EY31
- 2017 EA32
- 2017 EB32
- 2017 EC32
- 2017 ED32
- 2017 EE32
- 2017 EH32
- 2017 EJ32
- 2017 EK32
- 2017 EL32
- 2017 EM32
- 2017 EO32
- 2017 EQ32
- 2017 ER32
- 2017 ES32
- 2017 ET32
- 2017 EX32
- 2017 EB33
- 2017 ED33
- 2017 EF33
- 2017 EG33
- 2017 EH33
- 2017 EJ33
- 2017 EK33
- 2017 EL33
- 2017 EM33
- 2017 EO33
- 2017 EP33
- 2017 EQ33
- 2017 ER33
- 2017 EV33
- 2017 EW33
- 2017 EY33
- 2017 EB34
- 2017 EE34
- 2017 EF34
- 2017 EJ34
- 2017 EK34
- 2017 EL34
- 2017 EM34
- 2017 EN34
- 2017 EP34
- 2017 ET34
- 2017 EU34
- 2017 EV34
- 2017 EW34
- 2017 EX34
- 2017 EY34
- 2017 EZ34
- 2017 EB35
- 2017 EC35
- 2017 ED35
- 2017 EF35
- 2017 EG35
- 2017 EH35
- 2017 EK35
- 2017 EL35
- 2017 EM35
- 2017 EN35
- 2017 EO35
- 2017 EP35
- 2017 EQ35
- 2017 ER35
- 2017 ES35
- 2017 ET35
- 2017 EU35
- 2017 EV35
- 2017 EW35
- 2017 EX35
- 2017 EY35
- 2017 EZ35
- 2017 EB36
- 2017 EC36
- 2017 ED36
- 2017 EE36
- 2017 EF36
- 2017 EH36
- 2017 EJ36
- 2017 EK36
- 2017 EL36
- 2017 EM36
- 2017 EN36
- 2017 EO36
- 2017 ER36
- 2017 ES36
- 2017 ET36
- 2017 EU36
- 2017 EV36
- 2017 EW36
- 2017 EY36
- 2017 EF37
- 2017 EG37
- 2017 EH37
- 2017 EK37
- 2017 EL37
- 2017 EM37
- 2017 EN37
- 2017 EQ37
- 2017 ER37
- 2017 EV37
- 2017 EW37
- 2017 EY37
- 2017 EZ37
- 2017 EA38
- 2017 EC38
- 2017 ED38
- 2017 EE38
- 2017 EG38
- 2017 EH38
- 2017 EJ38
- 2017 EK38
- 2017 EM38
- 2017 EN38
- 2017 EO38
- 2017 EP38
- 2017 EQ38
- 2017 ER38
- 2017 ES38
- 2017 ET38
- 2017 EU38
- 2017 EV38
- 2017 EW38
- 2017 EX38
- 2017 EY38
- 2017 EZ38
- 2017 EA39
- 2017 EC39
- 2017 ED39
- 2017 EE39
- 2017 EF39
- 2017 EG39
- 2017 EH39
- 2017 EJ39
- 2017 EL39
- 2017 EM39
- 2017 EN39
- 2017 EO39
- 2017 EP39
- 2017 EQ39
- 2017 ER39
- 2017 ES39
- 2017 EU39
- 2017 EV39
- 2017 EX39
- 2017 EY39
- 2017 EZ39
- 2017 EB40
- 2017 EC40
- 2017 ED40
- 2017 EF40
- 2017 EG40
- 2017 EH40
- 2017 EL40
- 2017 EM40
- 2017 EN40
- 2017 EP40
- 2017 ER40
- 2017 ET40
- 2017 EU40
- 2017 EV40
- 2017 EW40
- 2017 EX40
- 2017 EZ40
- 2017 EB41
- 2017 EC41
- 2017 ED41
- 2017 EE41
- 2017 EH41
- 2017 EK41
- 2017 EM41
- 2017 EN41
- 2017 EO41
- 2017 EP41
- 2017 EQ41
- 2017 ES41
- 2017 EU41
- 2017 EV41
- 2017 EW41
- 2017 EX41
- 2017 EY41
- 2017 EZ41
- 2017 EA42
- 2017 EB42
- 2017 EC42
- 2017 ED42
- 2017 EE42
- 2017 EG42
- 2017 EK42
- 2017 EL42
- 2017 EM42
- 2017 EN42
- 2017 EO42
- 2017 EP42
- 2017 ER42
- 2017 ES42
- 2017 EU42
- 2017 EV42
- 2017 EW42
- 2017 EX42
- 2017 EY42
- 2017 EZ42
- 2017 EA43
- 2017 EB43
- 2017 EC43
- 2017 EE43
- 2017 EF43
- 2017 EG43
- 2017 EH43
- 2017 EK43
- 2017 EM43
- 2017 EN43
- 2017 EO43
- 2017 EP43
- 2017 EQ43
- 2017 ER43
- 2017 ES43
- 2017 ET43
- 2017 EU43
- 2017 EV43
- 2017 EW43
- 2017 EX43
- 2017 EY43
- 2017 EZ43
- 2017 EA44
- 2017 EB44
- 2017 EC44
- 2017 ED44
- 2017 EG44
- 2017 EH44
- 2017 EJ44
- 2017 EK44
- 2017 EL44
- 2017 EM44
- 2017 EN44
- 2017 EO44
- 2017 EP44
- 2017 EQ44
- 2017 ER44
- 2017 ES44
- 2017 ET44
- 2017 EU44
- 2017 EV44
- 2017 EW44
- 2017 EX44
- 2017 EY44
- 2017 EZ44
- 2017 EA45
- 2017 EB45
- 2017 EC45
- 2017 ED45
- 2017 EE45
- 2017 EF45
- 2017 EG45
- 2017 EH45
- 2017 EJ45
- 2017 EK45
- 2017 EL45
- 2017 EM45
- 2017 EN45
- 2017 EO45
- 2017 EQ45
- 2017 ER45
- 2017 ES45
- 2017 EV45
- 2017 EW45
- 2017 EX45
- 2017 EA46
- 2017 EB46
- 2017 EC46
- 2017 EE46
- 2017 EF46
- 2017 EG46
- 2017 EK46
- 2017 EL46
- 2017 EM46
- 2017 EN46
- 2017 EO46
- 2017 EQ46
- 2017 ER46
- 2017 ES46
- 2017 ET46
- 2017 EU46
- 2017 EV46
- 2017 EW46
- 2017 EX46
- 2017 EY46
- 2017 EZ46
- 2017 EA47
- 2017 EB47
- 2017 EC47
- 2017 ED47
- 2017 EE47
- 2017 EF47
- 2017 EG47
- 2017 EH47
- 2017 EJ47
- 2017 EK47
- 2017 EL47
- 2017 EM47
- 2017 EN47
- 2017 EO47
- 2017 EP47
- 2017 EQ47
- 2017 ES47
- 2017 ET47
- 2017 EU47
- 2017 EV47
- 2017 EW47
- 2017 EX47
- 2017 EY47
- 2017 EZ47
- 2017 EB48
- 2017 EC48
- 2017 ED48
- 2017 EE48
- 2017 EF48
- 2017 EH48
- 2017 EJ48
- 2017 EK48
- 2017 EL48
- 2017 EM48
- 2017 EN48
- 2017 EO48
- 2017 EP48
- 2017 EQ48
- 2017 ER48
- 2017 ES48
- 2017 ET48
- 2017 EU48
- 2017 EV48
- 2017 EW48
- 2017 EX48
- 2017 EY48
- 2017 EZ48
- 2017 EA49
- 2017 EB49
- 2017 EC49
- 2017 ED49
- 2017 EE49
- 2017 EG49
- 2017 EJ49
- 2017 EK49
- 2017 EM49
- 2017 EN49
- 2017 EO49
- 2017 EP49
- 2017 EQ49
- 2017 ER49
- 2017 ES49
- 2017 ET49
- 2017 EU49
- 2017 EV49
- 2017 EW49
- 2017 EX49
- 2017 EY49
- 2017 EZ49
- 2017 EA50
- 2017 EC50
- 2017 ED50
- 2017 EF50
- 2017 EG50
- 2017 EH50
- 2017 EJ50
- 2017 EK50
- 2017 EL50
- 2017 EM50
- 2017 EN50
- 2017 EO50
- 2017 EP50
- 2017 EQ50
- 2017 ER50
- 2017 ES50
- 2017 ET50
- 2017 EU50
- 2017 EV50
- 2017 EW50
- 2017 EY50
- 2017 EZ50
- 2017 EA51
- 2017 EB51
- 2017 EC51
- 2017 ED51
- 2017 EE51
- 2017 EF51
- 2017 EG51
- 2017 EH51
- 2017 EJ51
- 2017 EK51
- 2017 EL51
- 2017 EM51
- 2017 EN51
- 2017 EO51
- 2017 EP51
- 2017 EQ51
- 2017 ER51
- 2017 ES51
- 2017 ET51
- 2017 EU51
- 2017 EV51
- 2017 EW51
- 2017 EX51
- 2017 EY51
- 2017 EZ51
- 2017 EA52
- 2017 EB52
- 2017 EC52
- 2017 ED52
- 2017 EE52
- 2017 EF52
- 2017 EG52
- 2017 EH52
- 2017 EJ52
- 2017 EK52
- 2017 EL52
- 2017 EM52
- 2017 EN52
- 2017 EO52
- 2017 EP52
- 2017 EQ52
- 2017 ER52
- 2017 ES52
- 2017 ET52
- 2017 EU52
- 2017 EV52
- 2017 EW52
- 2017 EX52
- 2017 EY52
- 2017 EZ52
- 2017 EA53
- 2017 EB53
- 2017 EC53
- 2017 ED53
- 2017 EE53
- 2017 EF53
- 2017 EG53
- 2017 EH53
- 2017 EJ53
- 2017 EK53
- 2017 EL53
- 2017 EM53
- 2017 EN53
- 2017 EO53
- 2017 EP53
- 2017 EQ53
- 2017 ER53
- 2017 ES53
- 2017 ET53
- 2017 EU53
- 2017 EV53
- 2017 EW53
- 2017 EX53
- 2017 EY53
- 2017 EZ53
- 2017 EB54
- 2017 EC54
- 2017 ED54
- 2017 EF54
- 2017 EG54
- 2017 EH54
- 2017 EJ54
- 2017 EK54
- 2017 EL54
- 2017 EM54
- 2017 EO54
- 2017 EP54
- 2017 EQ54
- 2017 ER54
- 2017 ES54
- 2017 ET54
- 2017 EU54
- 2017 EV54
- 2017 EW54
- 2017 EX54
- 2017 EY54
- 2017 EZ54
- 2017 ED55
- 2017 EE55
- 2017 EF55
- 2017 EG55
- 2017 EH55
- 2017 EK55
- 2017 EM55
- 2017 EN55
- 2017 EO55
- 2017 EP55
- 2017 EQ55
- 2017 ER55
- 2017 ES55
- 2017 ET55
- 2017 EU55
- 2017 EV55
- 2017 EW55
- 2017 EX55
- 2017 EY55
- 2017 EZ55
- 2017 EA56
- 2017 EB56
- 2017 EC56
- 2017 ED56
- 2017 EE56
- 2017 EF56
- 2017 EG56
- 2017 EH56
- 2017 EJ56
- 2017 EK56
- 2017 EL56
- 2017 EM56
- 2017 EN56
- 2017 EP56
- 2017 EQ56
- 2017 ES56
- 2017 ET56
- 2017 EU56
- 2017 EV56
- 2017 EW56
- 2017 EX56
- 2017 EY56
- 2017 EZ56
- 2017 EA57
- 2017 EB57
- 2017 ED57
- 2017 EG57
- 2017 EH57
- 2017 EK57
- 2017 EM57
- 2017 EO57
- 2017 EQ57
- 2017 ER57
- 2017 ES57
- 2017 ET57
- 2017 EU57
- 2017 EV57
- 2017 EW57
- 2017 EX57
- 2017 EY57
- 2017 EZ57
- 2017 EA58
- 2017 EB58
- 2017 EC58
- 2017 ED58
- 2017 EE58
- 2017 EF58
- 2017 EG58
- 2017 EH58
- 2017 EJ58
- 2017 EK58
- 2017 EL58
- 2017 EM58
- 2017 EN58
- 2017 EO58
- 2017 EP58
- 2017 EQ58
- 2017 ER58
- 2017 ES58
- 2017 ET58
- 2017 EU58
- 2017 EV58
- 2017 EW58
- 2017 EX58
- 2017 EY58
- 2017 EZ58
- 2017 EA59
- 2017 EB59
- 2017 EC59
- 2017 ED59
- 2017 EE59
- 2017 EF59
- 2017 EG59
- 2017 EH59
- 2017 EJ59
- 2017 EK59
- 2017 EL59
- 2017 EM59
- 2017 EN59
- 2017 EO59
- 2017 EP59
- 2017 EQ59
- 2017 ER59
- 2017 ES59
- 2017 ET59
- 2017 EU59
- 2017 EV59
- 2017 EW59
- 2017 EX59
- 2017 EY59
- 2017 EZ59
- 2017 EA60
- 2017 EC60
- 2017 EE60
- 2017 EF60
- 2017 EG60
- 2017 EH60
- 2017 EJ60
- 2017 EK60
- 2017 EL60
- 2017 EN60
- 2017 EO60
- 2017 EQ60
- 2017 ER60
- 2017 ES60
- 2017 EU60
- 2017 EV60
- 2017 EW60
- 2017 EX60
- 2017 EY60
- 2017 EZ60
- 2017 EA61
- 2017 EB61
- 2017 EC61
- 2017 ED61
- 2017 EE61
- 2017 EF61
- 2017 EG61
- 2017 EH61
- 2017 EJ61
- 2017 EK61
- 2017 EL61
- 2017 EM61
- 2017 EN61
- 2017 EO61

### Du 16 au 31 mars 2017
- 2017 FH
- 2017 FJ
- 2017 FK
- 2017 FM
- 2017 FN
- 2017 FO
- 2017 FP
- 2017 FQ
- 2017 FR
- 2017 FS
- 2017 FT
- 2017 FU
- 2017 FV
- 2017 FW
- 2017 FX
- 2017 FY
- 2017 FZ
- 2017 FA1
- 2017 FB1
- 2017 FC1
- 2017 FD1
- 2017 FE1
- 2017 FF1
- 2017 FG1
- 2017 FH1
- 2017 FJ1
- 2017 FK1
- 2017 FL1
- 2017 FM1
- 2017 FN1
- 2017 FP1
- 2017 FR1
- 2017 FS1
- 2017 FV1
- 2017 FW1
- 2017 FY1
- 2017 FZ1
- 2017 FA2
- 2017 FC2
- 2017 FH2
- 2017 FJ2
- 2017 FM2
- 2017 FN2
- 2017 FO2
- 2017 FP2
- 2017 FQ2
- 2017 FR2
- 2017 FS2
- 2017 FT2
- 2017 FU2
- 2017 FV2
- 2017 FW2
- 2017 FX2
- 2017 FY2
- 2017 FZ2
- 2017 FA3
- 2017 FB3
- 2017 FC3
- 2017 FD3
- 2017 FE3
- 2017 FF3
- 2017 FG3
- 2017 FH3
- 2017 FJ3
- 2017 FK3
- 2017 FB4
- 2017 FN4
- 2017 FF5
- 2017 FK5
- 2017 FR5
- 2017 FS5
- 2017 FC6
- 2017 FK6
- 2017 FN6
- 2017 FP6
- 2017 FR6
- 2017 FS6
- 2017 FB7
- 2017 FC7
- 2017 FO7
- 2017 FR7
- 2017 FM8
- 2017 FP8
- 2017 FR8
- 2017 FB9
- 2017 FF9
- 2017 FP9
- 2017 FQ9
- 2017 FU9
- 2017 FX9
- 2017 FY9
- 2017 FZ9
- 2017 FN10
- 2017 FT10
- 2017 FW10
- 2017 FN11
- 2017 FT11
- 2017 FX11
- 2017 FB12
- 2017 FG12
- 2017 FK12
- 2017 FL12
- 2017 FM12
- 2017 FO12
- 2017 FQ12
- 2017 FW12
- 2017 FF13
- 2017 FH13
- 2017 FJ13
- 2017 FL13
- 2017 FN13
- 2017 FO13
- 2017 FQ13
- 2017 FW13
- 2017 FA14
- 2017 FF14
- 2017 FK14
- 2017 FP14
- 2017 FT14
- 2017 FW14
- 2017 FA15
- 2017 FH15
- 2017 FJ15
- 2017 FL15
- 2017 FN15
- 2017 FP15
- 2017 FW15
- 2017 FA16
- 2017 FB16
- 2017 FC16
- 2017 FF16
- 2017 FR16
- 2017 FW16
- 2017 FB17
- 2017 FK17
- 2017 FM17
- 2017 FS17
- 2017 FW17
- 2017 FY17
- 2017 FA18
- 2017 FC18
- 2017 FE18
- 2017 FJ18
- 2017 FL18
- 2017 FM18
- 2017 FO18
- 2017 FS18
- 2017 FT18
- 2017 FU18
- 2017 FE19
- 2017 FF19
- 2017 FG19
- 2017 FK19
- 2017 FN19
- 2017 FX19
- 2017 FZ19
- 2017 FB20
- 2017 FH20
- 2017 FJ20
- 2017 FL20
- 2017 FP20
- 2017 FR20
- 2017 FD21
- 2017 FF21
- 2017 FK21
- 2017 FU21
- 2017 FC22
- 2017 FG22
- 2017 FJ22
- 2017 FM22
- 2017 FU22
- 2017 FV22
- 2017 FW22
- 2017 FC23
- 2017 FL23
- 2017 FR23
- 2017 FS23
- 2017 FW23
- 2017 FX23
- 2017 FG24
- 2017 FN24
- 2017 FQ24
- 2017 FB25
- 2017 FD25
- 2017 FL25
- 2017 FN25
- 2017 FA26
- 2017 FG26
- 2017 FH26
- 2017 FQ26
- 2017 FB27
- 2017 FG27
- 2017 FK27
- 2017 FL27
- 2017 FR27
- 2017 FU27
- 2017 FY27
- 2017 FZ27
- 2017 FA28
- 2017 FC28
- 2017 FH28
- 2017 FL28
- 2017 FR28
- 2017 FZ28
- 2017 FC29
- 2017 FH29
- 2017 FJ29
- 2017 FM29
- 2017 FT29
- 2017 FU29
- 2017 FH30
- 2017 FP30
- 2017 FR30
- 2017 FS30
- 2017 FY30
- 2017 FA31
- 2017 FE31
- 2017 FJ31
- 2017 FS31
- 2017 FD32
- 2017 FH32
- 2017 FL32
- 2017 FV32
- 2017 FH33
- 2017 FQ33
- 2017 FT33
- 2017 FU33
- 2017 FV33
- 2017 FA34
- 2017 FF34
- 2017 FH34
- 2017 FM34
- 2017 FO34
- 2017 FR34
- 2017 FZ34
- 2017 FF35
- 2017 FN35
- 2017 FR35
- 2017 FT35
- 2017 FU35
- 2017 FW35
- 2017 FY35
- 2017 FC36
- 2017 FD36
- 2017 FH36
- 2017 FS36
- 2017 FV36
- 2017 FC37
- 2017 FE37
- 2017 FL37
- 2017 FO37
- 2017 FQ37
- 2017 FS37
- 2017 FT37
- 2017 FX37
- 2017 FZ37
- 2017 FD38
- 2017 FE38
- 2017 FH38
- 2017 FL38
- 2017 FM38
- 2017 FQ38
- 2017 FJ39
- 2017 FK39
- 2017 FN39
- 2017 FQ39
- 2017 FR39
- 2017 FU39
- 2017 FY39
- 2017 FB40
- 2017 FB41
- 2017 FH41
- 2017 FJ41
- 2017 FT41
- 2017 FW41
- 2017 FY41
- 2017 FB42
- 2017 FC42
- 2017 FH42
- 2017 FU42
- 2017 FC43
- 2017 FF43
- 2017 FL43
- 2017 FN43
- 2017 FZ43
- 2017 FC44
- 2017 FK44
- 2017 FQ44
- 2017 FR44
- 2017 FV44
- 2017 FW44
- 2017 FX44
- 2017 FY44
- 2017 FH45
- 2017 FK45
- 2017 FM45
- 2017 FO45
- 2017 FS45
- 2017 FU45
- 2017 FW45
- 2017 FJ46
- 2017 FK46
- 2017 FM46
- 2017 FN46
- 2017 FP46
- 2017 FR46
- 2017 FZ46
- 2017 FC47
- 2017 FJ47
- 2017 FN47
- 2017 FQ47
- 2017 FS47
- 2017 FB48
- 2017 FF48
- 2017 FG48
- 2017 FN48
- 2017 FP48
- 2017 FS48
- 2017 FC49
- 2017 FD49
- 2017 FJ49
- 2017 FK49
- 2017 FL49
- 2017 FO49
- 2017 FW49
- 2017 FY49
- 2017 FC50
- 2017 FF50
- 2017 FH50
- 2017 FM50
- 2017 FP50
- 2017 FS50
- 2017 FW50
- 2017 FX50
- 2017 FE51
- 2017 FG51
- 2017 FH51
- 2017 FR51
- 2017 FT51
- 2017 FQ52
- 2017 FT52
- 2017 FV52
- 2017 FW52
- 2017 FY52
- 2017 FZ52
- 2017 FJ53
- 2017 FM53
- 2017 FP53
- 2017 FT53
- 2017 FU53
- 2017 FW53
- 2017 FY53
- 2017 FZ53
- 2017 FG54
- 2017 FK54
- 2017 FO54
- 2017 FW54
- 2017 FX54
- 2017 FY54
- 2017 FZ54
- 2017 FD55
- 2017 FE55
- 2017 FF55
- 2017 FG55
- 2017 FO55
- 2017 FW55
- 2017 FF56
- 2017 FK56
- 2017 FS56
- 2017 FW56
- 2017 FA57
- 2017 FD57
- 2017 FH57
- 2017 FK57
- 2017 FS57
- 2017 FT57
- 2017 FV57
- 2017 FF58
- 2017 FH58
- 2017 FP58
- 2017 FT58
- 2017 FW58
- 2017 FY58
- 2017 FA59
- 2017 FF59
- 2017 FO59
- 2017 FQ59
- 2017 FZ59
- 2017 FA60
- 2017 FB60
- 2017 FG60
- 2017 FP60
- 2017 FQ60
- 2017 FS60
- 2017 FX60
- 2017 FY60
- 2017 FA61
- 2017 FB61
- 2017 FD61
- 2017 FG61
- 2017 FK61
- 2017 FL61
- 2017 FR61
- 2017 FV61
- 2017 FW61
- 2017 FB62
- 2017 FE62
- 2017 FG62
- 2017 FX62
- 2017 FY62
- 2017 FA63
- 2017 FB63
- 2017 FC63
- 2017 FE63
- 2017 FF63
- 2017 FG63
- 2017 FH63
- 2017 FJ63
- 2017 FK63
- 2017 FL63
- 2017 FM63
- 2017 FN63
- 2017 FO63
- 2017 FP63
- 2017 FQ63
- 2017 FR63
- 2017 FS63
- 2017 FT63
- 2017 FU63
- 2017 FV63
- 2017 FZ63
- 2017 FA64
- 2017 FB64
- 2017 FC64
- 2017 FD64
- 2017 FE64
- 2017 FH64
- 2017 FL64
- 2017 FM64
- 2017 FN64
- 2017 FO64
- 2017 FP64
- 2017 FQ64
- 2017 FR64
- 2017 FS64
- 2017 FT64
- 2017 FU64
- 2017 FV64
- 2017 FW64
- 2017 FX64
- 2017 FY64
- 2017 FZ64
- 2017 FA65
- 2017 FB65
- 2017 FC65
- 2017 FD65
- 2017 FE65
- 2017 FF65
- 2017 FT65
- 2017 FU65
- 2017 FV65
- 2017 FX65
- 2017 FA66
- 2017 FC66
- 2017 FE66
- 2017 FK66
- 2017 FR66
- 2017 FU66
- 2017 FZ66
- 2017 FB67
- 2017 FE67
- 2017 FG67
- 2017 FX67
- 2017 FY67
- 2017 FL68
- 2017 FU68
- 2017 FW68
- 2017 FA69
- 2017 FD69
- 2017 FG69
- 2017 FH69
- 2017 FO69
- 2017 FT70
- 2017 FU70
- 2017 FX70
- 2017 FZ70
- 2017 FB71
- 2017 FE71
- 2017 FG71
- 2017 FK71
- 2017 FM71
- 2017 FS71
- 2017 FT71
- 2017 FU71
- 2017 FG72
- 2017 FH72
- 2017 FL72
- 2017 FW72
- 2017 FX72
- 2017 FA73
- 2017 FF73
- 2017 FJ73
- 2017 FL73
- 2017 FM73
- 2017 FP73
- 2017 FT73
- 2017 FU73
- 2017 FV73
- 2017 FZ73
- 2017 FE74
- 2017 FF74
- 2017 FJ74
- 2017 FM74
- 2017 FN74
- 2017 FQ74
- 2017 FR74
- 2017 FT74
- 2017 FX74
- 2017 FB75
- 2017 FC75
- 2017 FD75
- 2017 FE75
- 2017 FL75
- 2017 FS75
- 2017 FY75
- 2017 FB76
- 2017 FQ76
- 2017 FU76
- 2017 FV76
- 2017 FA77
- 2017 FE77
- 2017 FM77
- 2017 FX77
- 2017 FZ77
- 2017 FL78
- 2017 FQ78
- 2017 FT78
- 2017 FW78
- 2017 FX78
- 2017 FE79
- 2017 FH79
- 2017 FJ79
- 2017 FR79
- 2017 FV79
- 2017 FB80
- 2017 FD80
- 2017 FM80
- 2017 FN80
- 2017 FR80
- 2017 FS80
- 2017 FV80
- 2017 FX80
- 2017 FY80
- 2017 FZ80
- 2017 FA81
- 2017 FB81
- 2017 FD81
- 2017 FF81
- 2017 FG81
- 2017 FH81
- 2017 FK81
- 2017 FL81
- 2017 FT81
- 2017 FV81
- 2017 FF82
- 2017 FL82
- 2017 FP82
- 2017 FV82
- 2017 FD83
- 2017 FO83
- 2017 FY83
- 2017 FA84
- 2017 FB84
- 2017 FG84
- 2017 FM84
- 2017 FW84
- 2017 FZ84
- 2017 FA85
- 2017 FD85
- 2017 FE85
- 2017 FG85
- 2017 FH85
- 2017 FJ85
- 2017 FN85
- 2017 FU85
- 2017 FX85
- 2017 FA86
- 2017 FB86
- 2017 FE86
- 2017 FF86
- 2017 FL86
- 2017 FM86
- 2017 FO86
- 2017 FR86
- 2017 FS86
- 2017 FW86
- 2017 FY86
- 2017 FD87
- 2017 FE87
- 2017 FK87
- 2017 FO87
- 2017 FS87
- 2017 FY88
- 2017 FZ88
- 2017 FH89
- 2017 FN89
- 2017 FS89
- 2017 FW89
- 2017 FX89
- 2017 FZ89
- 2017 FA90
- 2017 FC90
- 2017 FE90
- 2017 FF90
- 2017 FG90
- 2017 FH90
- 2017 FJ90
- 2017 FK90
- 2017 FL90
- 2017 FM90
- 2017 FN90
- 2017 FO90
- 2017 FP90
- 2017 FQ90
- 2017 FR90
- 2017 FS90
- 2017 FT90
- 2017 FU90
- 2017 FV90
- 2017 FW90
- 2017 FX90
- 2017 FY90
- 2017 FZ90
- 2017 FA91
- 2017 FC91
- 2017 FD91
- 2017 FG91
- 2017 FH91
- 2017 FJ91
- 2017 FK91
- 2017 FL91
- 2017 FM91
- 2017 FN91
- 2017 FO91
- 2017 FP91
- 2017 FQ91
- 2017 FR91
- 2017 FS91
- 2017 FW91
- 2017 FD92
- 2017 FF92
- 2017 FY92
- 2017 FZ92
- 2017 FB93
- 2017 FC93
- 2017 FH93
- 2017 FK93
- 2017 FW93
- 2017 FY93
- 2017 FZ93
- 2017 FD94
- 2017 FF94
- 2017 FK94
- 2017 FL94
- 2017 FW94
- 2017 FY94
- 2017 FF95
- 2017 FT95
- 2017 FA96
- 2017 FF96
- 2017 FK96
- 2017 FM96
- 2017 FQ96
- 2017 FL97
- 2017 FS97
- 2017 FV97
- 2017 FB98
- 2017 FF98
- 2017 FK98
- 2017 FM98
- 2017 FO98
- 2017 FR98
- 2017 FE99
- 2017 FG99
- 2017 FM99
- 2017 FN99
- 2017 FP99
- 2017 FR99
- 2017 FT99
- 2017 FW99
- 2017 FA100
- 2017 FD100
- 2017 FJ100
- 2017 FM100
- 2017 FP100
- 2017 FT100
- 2017 FB101
- 2017 FC101
- 2017 FD101
- 2017 FF101
- 2017 FG101
- 2017 FH101
- 2017 FJ101
- 2017 FK101
- 2017 FL101
- 2017 FM101
- 2017 FN101
- 2017 FO101
- 2017 FP101
- 2017 FQ101
- 2017 FR101
- 2017 FS101
- 2017 FT101
- 2017 FU101
- 2017 FV101
- 2017 FW101
- 2017 FX101
- 2017 FY101
- 2017 FZ101
- 2017 FA102
- 2017 FB102
- 2017 FC102
- 2017 FH102
- 2017 FJ102
- 2017 FK102
- 2017 FL102
- 2017 FM102
- 2017 FN102
- 2017 FO102
- 2017 FP102
- 2017 FQ102
- 2017 FR102
- 2017 FS102
- 2017 FT102
- 2017 FU102
- 2017 FV102
- 2017 FW102
- 2017 FY102
- 2017 FU103
- 2017 FW103
- 2017 FE104
- 2017 FG104
- 2017 FJ104
- 2017 FM104
- 2017 FN104
- 2017 FO104
- 2017 FR104
- 2017 FC105
- 2017 FE105
- 2017 FK105
- 2017 FO105
- 2017 FT105
- 2017 FB106
- 2017 FC106
- 2017 FE106
- 2017 FF106
- 2017 FL106
- 2017 FY106
- 2017 FZ106
- 2017 FC107
- 2017 FE107
- 2017 FL107
- 2017 FN107
- 2017 FO107
- 2017 FQ107
- 2017 FV107
- 2017 FY107
- 2017 FB108
- 2017 FK108
- 2017 FZ108
- 2017 FJ109
- 2017 FP109
- 2017 FR109
- 2017 FS109
- 2017 FT109
- 2017 FU109
- 2017 FY109
- 2017 FF110
- 2017 FM110
- 2017 FP110
- 2017 FQ110
- 2017 FR110
- 2017 FX110
- 2017 FB111
- 2017 FC111
- 2017 FF111
- 2017 FL111
- 2017 FM111
- 2017 FO111
- 2017 FA112
- 2017 FC112
- 2017 FO112
- 2017 FQ112
- 2017 FU112
- 2017 FR113
- 2017 FT113
- 2017 FV113
- 2017 FX113
- 2017 FA114
- 2017 FB114
- 2017 FF114
- 2017 FK114
- 2017 FM114
- 2017 FN114
- 2017 FQ114
- 2017 FR114
- 2017 FS114
- 2017 FU114
- 2017 FZ114
- 2017 FC115
- 2017 FD115
- 2017 FF115
- 2017 FL115
- 2017 FN115
- 2017 FP115
- 2017 FW115
- 2017 FA116
- 2017 FC116
- 2017 FE116
- 2017 FG116
- 2017 FP116
- 2017 FS116
- 2017 FT116
- 2017 FA117
- 2017 FE117
- 2017 FG117
- 2017 FH117
- 2017 FK117
- 2017 FL117
- 2017 FM117
- 2017 FT117
- 2017 FZ117
- 2017 FE118
- 2017 FJ118
- 2017 FT118
- 2017 FV118
- 2017 FX118
- 2017 FD119
- 2017 FL119
- 2017 FQ119
- 2017 FX119
- 2017 FC120
- 2017 FF120
- 2017 FG120
- 2017 FH120
- 2017 FL120
- 2017 FO120
- 2017 FU120
- 2017 FZ120
- 2017 FK121
- 2017 FO121
- 2017 FS121
- 2017 FB122
- 2017 FM122
- 2017 FP122
- 2017 FS122
- 2017 FU122
- 2017 FV122
- 2017 FW122
- 2017 FX122
- 2017 FY122
- 2017 FJ123
- 2017 FP123
- 2017 FZ123
- 2017 FA124
- 2017 FB124
- 2017 FG124
- 2017 FO124
- 2017 FP124
- 2017 FR124
- 2017 FS124
- 2017 FX124
- 2017 FJ125
- 2017 FN125
- 2017 FO125
- 2017 FT125
- 2017 FX125
- 2017 FY125
- 2017 FZ125
- 2017 FA126
- 2017 FE126
- 2017 FF126
- 2017 FK126
- 2017 FL126
- 2017 FO126
- 2017 FT126
- 2017 FX126
- 2017 FC127
- 2017 FE127
- 2017 FJ127
- 2017 FL127
- 2017 FM127
- 2017 FN127
- 2017 FO127
- 2017 FP127
- 2017 FQ127
- 2017 FR127
- 2017 FT127
- 2017 FV127
- 2017 FX127
- 2017 FZ127
- 2017 FD128
- 2017 FE128
- 2017 FF128
- 2017 FG128
- 2017 FH128
- 2017 FJ128
- 2017 FK128
- 2017 FL128
- 2017 FM128
- 2017 FN128
- 2017 FO128
- 2017 FP128
- 2017 FQ128
- 2017 FR128
- 2017 FS128
- 2017 FT128
- 2017 FU128
- 2017 FV128
- 2017 FW128
- 2017 FB129
- 2017 FL129
- 2017 FO129
- 2017 FS129
- 2017 FX129
- 2017 FD130
- 2017 FE130
- 2017 FF130
- 2017 FK130
- 2017 FO130
- 2017 FV130
- 2017 FW130
- 2017 FX130
- 2017 FY130
- 2017 FD131
- 2017 FE131
- 2017 FF131
- 2017 FL131
- 2017 FP131
- 2017 FQ131
- 2017 FG132
- 2017 FJ132
- 2017 FN132
- 2017 FQ132
- 2017 FR132
- 2017 FT132
- 2017 FW132
- 2017 FF133
- 2017 FJ133
- 2017 FT133
- 2017 FV133
- 2017 FY133
- 2017 FA134
- 2017 FO134
- 2017 FP134
- 2017 FS134
- 2017 FU134
- 2017 FV134
- 2017 FX134
- 2017 FZ134
- 2017 FE135
- 2017 FG135
- 2017 FH135
- 2017 FL135
- 2017 FM135
- 2017 FR135
- 2017 FE136
- 2017 FF136
- 2017 FG136
- 2017 FV136
- 2017 FX136
- 2017 FY136
- 2017 FB137
- 2017 FC137
- 2017 FN137
- 2017 FO137
- 2017 FR137
- 2017 FW137
- 2017 FX137
- 2017 FA138
- 2017 FP138
- 2017 FZ138
- 2017 FC139
- 2017 FD139
- 2017 FH139
- 2017 FJ139
- 2017 FQ139
- 2017 FS139
- 2017 FU139
- 2017 FX139
- 2017 FC140
- 2017 FF140
- 2017 FM140
- 2017 FT140
- 2017 FU140
- 2017 FE141
- 2017 FF141
- 2017 FJ141
- 2017 FM141
- 2017 FO141
- 2017 FA142
- 2017 FC142
- 2017 FP142
- 2017 FR142
- 2017 FX142
- 2017 FA143
- 2017 FD143
- 2017 FE143
- 2017 FN143
- 2017 FQ143
- 2017 FT143
- 2017 FU143
- 2017 FV143
- 2017 FA144
- 2017 FB144
- 2017 FC144
- 2017 FD144
- 2017 FM144
- 2017 FN144
- 2017 FP144
- 2017 FS144
- 2017 FT144
- 2017 FU144
- 2017 FV144
- 2017 FF145
- 2017 FH145
- 2017 FL145
- 2017 FP145
- 2017 FQ145
- 2017 FV145
- 2017 FZ145
- 2017 FH146
- 2017 FL146
- 2017 FO146
- 2017 FP146
- 2017 FQ146
- 2017 FO147
- 2017 FA148
- 2017 FF148
- 2017 FG148
- 2017 FH148
- 2017 FJ148
- 2017 FM148
- 2017 FP148
- 2017 FR148
- 2017 FX148
- 2017 FY148
- 2017 FO149
- 2017 FP149
- 2017 FR149
- 2017 FT149
- 2017 FX149
- 2017 FY149
- 2017 FA150
- 2017 FD150
- 2017 FH150
- 2017 FN150
- 2017 FO150
- 2017 FR150
- 2017 FT150
- 2017 FX150
- 2017 FB151
- 2017 FC151
- 2017 FD151
- 2017 FG151
- 2017 FH151
- 2017 FS151
- 2017 FT151
- 2017 FU151
- 2017 FW151
- 2017 FY151
- 2017 FZ151
- 2017 FD152
- 2017 FF152
- 2017 FM152
- 2017 FN152
- 2017 FR152
- 2017 FT152
- 2017 FW152
- 2017 FZ152
- 2017 FA153
- 2017 FC153
- 2017 FD153
- 2017 FE153
- 2017 FF153
- 2017 FH153
- 2017 FJ153
- 2017 FM153
- 2017 FN153
- 2017 FP153
- 2017 FY153
- 2017 FF154
- 2017 FH154
- 2017 FM154
- 2017 FO154
- 2017 FT154
- 2017 FW154
- 2017 FX154
- 2017 FB155
- 2017 FR155
- 2017 FF156
- 2017 FO156
- 2017 FW156
- 2017 FZ156
- 2017 FA157
- 2017 FB157
- 2017 FC157
- 2017 FD157
- 2017 FE157
- 2017 FF157
- 2017 FG157
- 2017 FK157
- 2017 FM157
- 2017 FQ157
- 2017 FC158
- 2017 FU158
- 2017 FV158
- 2017 FW158
- 2017 FX158
- 2017 FZ158
- 2017 FA159
- 2017 FB159
- 2017 FD159
- 2017 FE159
- 2017 FJ159
- 2017 FK159
- 2017 FS159
- 2017 FY159
- 2017 FZ159
- 2017 FE160
- 2017 FJ160
- 2017 FV160
- 2017 FE161
- 2017 FM161
- 2017 FO161
- 2017 FP161
- 2017 FQ161
- 2017 FZ161
- 2017 FD162
- 2017 FZ162
- 2017 FA163
- 2017 FB163
- 2017 FC163
- 2017 FD163
- 2017 FF163
- 2017 FH163
- 2017 FJ163
- 2017 FK163
- 2017 FL163
- 2017 FM163
- 2017 FN163
- 2017 FP163
- 2017 FQ163
- 2017 FR163
- 2017 FV163
- 2017 FX163
- 2017 FY163
- 2017 FZ163
- 2017 FA164
- 2017 FB164
- 2017 FC164
- 2017 FE164
- 2017 FF164
- 2017 FG164
- 2017 FH164
- 2017 FJ164
- 2017 FM164
- 2017 FN164
- 2017 FO164
- 2017 FP164
- 2017 FQ164
- 2017 FR164
- 2017 FT164
- 2017 FU164
- 2017 FV164
- 2017 FW164
- 2017 FX164
- 2017 FY164
- 2017 FZ164
- 2017 FA165
- 2017 FC165
- 2017 FE165
- 2017 FF165
- 2017 FG165
- 2017 FH165
- 2017 FJ165
- 2017 FK165
- 2017 FM165
- 2017 FN165
- 2017 FO165
- 2017 FP165
- 2017 FQ165
- 2017 FR165
- 2017 FS165
- 2017 FT165
- 2017 FU165
- 2017 FV165
- 2017 FW165
- 2017 FX165
- 2017 FZ165
- 2017 FA166
- 2017 FB166
- 2017 FD166
- 2017 FF166
- 2017 FG166
- 2017 FH166
- 2017 FJ166
- 2017 FK166
- 2017 FL166
- 2017 FM166
- 2017 FO166
- 2017 FP166
- 2017 FQ166
- 2017 FR166
- 2017 FS166
- 2017 FT166
- 2017 FU166
- 2017 FV166
- 2017 FW166
- 2017 FX166
- 2017 FY166
- 2017 FZ166
- 2017 FB167
- 2017 FC167
- 2017 FD167
- 2017 FF167
- 2017 FG167
- 2017 FJ167
- 2017 FK167
- 2017 FL167
- 2017 FM167
- 2017 FN167
- 2017 FO167
- 2017 FP167
- 2017 FQ167
- 2017 FS167
- 2017 FT167
- 2017 FU167
- 2017 FV167
- 2017 FW167
- 2017 FX167
- 2017 FY167
- 2017 FZ167
- 2017 FA168
- 2017 FB168
- 2017 FC168
- 2017 FD168
- 2017 FE168
- 2017 FG168
- 2017 FH168
- 2017 FJ168
- 2017 FK168
- 2017 FM168
- 2017 FN168
- 2017 FO168
- 2017 FP168
- 2017 FQ168
- 2017 FR168
- 2017 FS168
- 2017 FT168
- 2017 FU168
- 2017 FV168
- 2017 FW168
- 2017 FX168
- 2017 FY168
- 2017 FZ168
- 2017 FB169
- 2017 FD169
- 2017 FE169
- 2017 FF169
- 2017 FG169
- 2017 FH169
- 2017 FJ169
- 2017 FK169
- 2017 FL169
- 2017 FM169
- 2017 FN169
- 2017 FP169
- 2017 FQ169
- 2017 FR169
- 2017 FS169
- 2017 FU169
- 2017 FW169
- 2017 FX169
- 2017 FY169
- 2017 FZ169
- 2017 FA170
- 2017 FD170
- 2017 FE170
- 2017 FF170
- 2017 FG170
- 2017 FH170
- 2017 FK170
- 2017 FL170
- 2017 FM170
- 2017 FN170
- 2017 FP170
- 2017 FR170
- 2017 FS170
- 2017 FU170
- 2017 FV170
- 2017 FX170
- 2017 FY170
- 2017 FZ170
- 2017 FB171
- 2017 FC171
- 2017 FH171
- 2017 FJ171
- 2017 FK171
- 2017 FL171
- 2017 FN171
- 2017 FO171
- 2017 FP171
- 2017 FR171
- 2017 FS171
- 2017 FT171
- 2017 FU171
- 2017 FL172
- 2017 FM172
- 2017 FN172
- 2017 FO172
- 2017 FP172
- 2017 FR172
- 2017 FS172
- 2017 FT172
- 2017 FU172
- 2017 FV172
- 2017 FW172
- 2017 FX172
- 2017 FY172
- 2017 FZ172
- 2017 FB173
- 2017 FC173
- 2017 FE173
- 2017 FF173
- 2017 FG173
- 2017 FL173
- 2017 FQ173
- 2017 FS173
- 2017 FT173
- 2017 FU173
- 2017 FW173
- 2017 FX173
- 2017 FY173
- 2017 FA174
- 2017 FB174
- 2017 FD174
- 2017 FF174
- 2017 FM174
- 2017 FV174
- 2017 FW174
- 2017 FX174
- 2017 FB175
- 2017 FC175
- 2017 FD175
- 2017 FF175
- 2017 FH175
- 2017 FJ175
- 2017 FL175
- 2017 FM175
- 2017 FN175
- 2017 FO175
- 2017 FP175
- 2017 FR175
- 2017 FS175
- 2017 FX175
- 2017 FZ175
- 2017 FA176
- 2017 FC176
- 2017 FD176
- 2017 FE176
- 2017 FF176
- 2017 FG176
- 2017 FH176
- 2017 FJ176
- 2017 FK176
- 2017 FL176
- 2017 FM176
- 2017 FN176
- 2017 FP176
- 2017 FQ176
- 2017 FR176
- 2017 FS176
- 2017 FT176
- 2017 FU176
- 2017 FW176
- 2017 FY176
- 2017 FZ176
- 2017 FB177
- 2017 FC177
- 2017 FD177
- 2017 FE177
- 2017 FF177
- 2017 FG177
- 2017 FH177
- 2017 FJ177
- 2017 FK177
- 2017 FM177
- 2017 FN177
- 2017 FO177
- 2017 FP177
- 2017 FQ177
- 2017 FR177
- 2017 FS177
- 2017 FT177
- 2017 FU177
- 2017 FV177
- 2017 FW177
- 2017 FC178
- 2017 FE178
- 2017 FG178
- 2017 FL178
- 2017 FM178
- 2017 FN178
- 2017 FO178
- 2017 FR178
- 2017 FT178
- 2017 FU178
- 2017 FX178
- 2017 FY178
- 2017 FA179
- 2017 FB179
- 2017 FC179
- 2017 FD179
- 2017 FF179
- 2017 FG179
- 2017 FH179
- 2017 FJ179
- 2017 FK179
- 2017 FL179
- 2017 FM179
- 2017 FN179
- 2017 FO179
- 2017 FP179
- 2017 FQ179
- 2017 FR179
- 2017 FS179
- 2017 FT179
- 2017 FU179
- 2017 FV179
- 2017 FW179
- 2017 FX179
- 2017 FA180
- 2017 FB180
- 2017 FD180
- 2017 FE180
- 2017 FF180
- 2017 FH180
- 2017 FK180
- 2017 FM180
- 2017 FN180
- 2017 FO180
- 2017 FQ180
- 2017 FR180
- 2017 FW180
- 2017 FZ180
- 2017 FB181
- 2017 FH181
- 2017 FJ181
- 2017 FK181
- 2017 FL181
- 2017 FM181
- 2017 FO181
- 2017 FP181
- 2017 FQ181
- 2017 FS181
- 2017 FT181
- 2017 FV181
- 2017 FZ181
- 2017 FB182
- 2017 FC182
- 2017 FD182
- 2017 FE182
- 2017 FO182
- 2017 FC183
- 2017 FD183
- 2017 FF183
- 2017 FG183
- 2017 FK183
- 2017 FL183
- 2017 FP183
- 2017 FQ183
- 2017 FR183
- 2017 FS183
- 2017 FT183
- 2017 FU183
- 2017 FV183
- 2017 FW183
- 2017 FX183
- 2017 FY183
- 2017 FZ183
- 2017 FA184
- 2017 FB184
- 2017 FC184
- 2017 FD184
- 2017 FE184
- 2017 FF184
- 2017 FG184
- 2017 FH184
- 2017 FM184
- 2017 FN184
- 2017 FO184
- 2017 FP184
- 2017 FQ184
- 2017 FR184
- 2017 FS184
- 2017 FT184
- 2017 FV184
- 2017 FX184
- 2017 FZ184
- 2017 FA185
- 2017 FB185
- 2017 FC185
- 2017 FD185
- 2017 FE185
- 2017 FF185
- 2017 FG185
- 2017 FH185
- 2017 FJ185
- 2017 FK185
- 2017 FL185
- 2017 FM185
- 2017 FN185
- 2017 FO185
- 2017 FP185
- 2017 FQ185
- 2017 FR185
- 2017 FS185
- 2017 FU185
- 2017 FV185
- 2017 FW185
- 2017 FX185
- 2017 FY185
- 2017 FZ185
- 2017 FA186
- 2017 FB186
- 2017 FC186
- 2017 FD186
- 2017 FE186
- 2017 FF186
- 2017 FG186
- 2017 FH186
- 2017 FJ186
- 2017 FK186
- 2017 FL186
- 2017 FM186
- 2017 FN186
- 2017 FP186
- 2017 FQ186
- 2017 FS186
- 2017 FU186
- 2017 FZ186
- 2017 FA187
- 2017 FD187
- 2017 FE187
- 2017 FF187
- 2017 FG187
- 2017 FJ187
- 2017 FL187
- 2017 FM187
- 2017 FN187
- 2017 FP187
- 2017 FQ187
- 2017 FR187
- 2017 FS187
- 2017 FT187
- 2017 FU187
- 2017 FV187
- 2017 FW187
- 2017 FX187
- 2017 FY187
- 2017 FZ187
- 2017 FA188
- 2017 FC188
- 2017 FE188
- 2017 FF188
- 2017 FJ188
- 2017 FL188
- 2017 FN188
- 2017 FP188
- 2017 FQ188
- 2017 FR188
- 2017 FS188
- 2017 FW188
- 2017 FA189
- 2017 FC189
- 2017 FE189
- 2017 FF189
- 2017 FH189
- 2017 FJ189
- 2017 FO189
- 2017 FP189
- 2017 FQ189
- 2017 FR189
- 2017 FS189
- 2017 FT189
- 2017 FU189
- 2017 FW189
- 2017 FX189
- 2017 FY189
- 2017 FZ189
- 2017 FA190
- 2017 FB190
- 2017 FF190
- 2017 FH190
- 2017 FJ190
- 2017 FK190
- 2017 FM190
- 2017 FN190
- 2017 FP190
- 2017 FQ190
- 2017 FR190
- 2017 FS190
- 2017 FT190
- 2017 FU190
- 2017 FV190
- 2017 FW190
- 2017 FX190
- 2017 FY190
- 2017 FZ190
- 2017 FA191
- 2017 FB191
- 2017 FC191
- 2017 FD191
- 2017 FE191
- 2017 FF191
- 2017 FG191
- 2017 FH191
- 2017 FJ191
- 2017 FK191
- 2017 FL191
- 2017 FM191
- 2017 FO191
- 2017 FP191
- 2017 FQ191
- 2017 FS191
- 2017 FT191
- 2017 FU191
- 2017 FV191
- 2017 FX191
- 2017 FY191
- 2017 FZ191
- 2017 FA192
- 2017 FB192
- 2017 FC192
- 2017 FD192
- 2017 FF192
- 2017 FG192
- 2017 FH192
- 2017 FJ192
- 2017 FK192
- 2017 FL192
- 2017 FM192
- 2017 FN192
- 2017 FO192
- 2017 FP192
- 2017 FQ192
- 2017 FR192
- 2017 FS192
- 2017 FT192
- 2017 FU192
- 2017 FV192
- 2017 FW192
- 2017 FX192
- 2017 FY192
- 2017 FA193
- 2017 FB193
- 2017 FC193
- 2017 FD193
- 2017 FE193
- 2017 FF193
- 2017 FG193
- 2017 FJ193
- 2017 FK193
- 2017 FM193
- 2017 FN193
- 2017 FO193
- 2017 FP193
- 2017 FQ193
- 2017 FR193
- 2017 FS193
- 2017 FT193
- 2017 FU193
- 2017 FV193
- 2017 FW193
- 2017 FY193
- 2017 FZ193
- 2017 FA194
- 2017 FB194
- 2017 FC194
- 2017 FD194
- 2017 FF194
- 2017 FG194
- 2017 FH194
- 2017 FJ194
- 2017 FK194
- 2017 FL194
- 2017 FR194
- 2017 FU194
- 2017 FV194
- 2017 FW194
- 2017 FY194
- 2017 FZ194
- 2017 FA195
- 2017 FB195
- 2017 FC195
- 2017 FF195
- 2017 FG195
- 2017 FH195
- 2017 FJ195
- 2017 FK195
- 2017 FL195
- 2017 FN195
- 2017 FP195
- 2017 FQ195
- 2017 FS195
- 2017 FT195
- 2017 FV195
- 2017 FY195
- 2017 FZ195
- 2017 FA196
- 2017 FB196
- 2017 FC196
- 2017 FE196
- 2017 FG196
- 2017 FH196
- 2017 FJ196
- 2017 FK196
- 2017 FL196
- 2017 FM196
- 2017 FN196
- 2017 FP196
- 2017 FQ196
- 2017 FR196
- 2017 FS196
- 2017 FT196
- 2017 FW196
- 2017 FX196
- 2017 FZ196
- 2017 FA197
- 2017 FB197
- 2017 FD197
- 2017 FE197
- 2017 FG197
- 2017 FH197
- 2017 FJ197
- 2017 FK197
- 2017 FM197
- 2017 FN197
- 2017 FO197
- 2017 FP197
- 2017 FQ197
- 2017 FR197
- 2017 FS197
- 2017 FV197
- 2017 FW197
- 2017 FX197
- 2017 FY197
- 2017 FZ197
- 2017 FA198
- 2017 FB198
- 2017 FC198
- 2017 FD198
- 2017 FE198
- 2017 FF198
- 2017 FG198
- 2017 FH198
- 2017 FJ198
- 2017 FL198
- 2017 FM198
- 2017 FN198
- 2017 FO198
- 2017 FP198
- 2017 FQ198
- 2017 FR198
- 2017 FS198
- 2017 FU198
- 2017 FV198
- 2017 FF199
- 2017 FH199
- 2017 FO199
- 2017 FU199
- 2017 FW199
- 2017 FX199
- 2017 FY199
- 2017 FA200
- 2017 FB200
- 2017 FC200
- 2017 FD200
- 2017 FE200
- 2017 FF200
- 2017 FH200
- 2017 FJ200
- 2017 FK200
- 2017 FL200
- 2017 FM200
- 2017 FN200
- 2017 FP200
- 2017 FQ200
- 2017 FS200
- 2017 FT200
- 2017 FU200
- 2017 FV200
- 2017 FW200
- 2017 FX200
- 2017 FY200
- 2017 FZ200
- 2017 FA201
- 2017 FC201
- 2017 FD201
- 2017 FE201
- 2017 FG201
- 2017 FH201
- 2017 FJ201
- 2017 FK201
- 2017 FN201
- 2017 FO201
- 2017 FQ201
- 2017 FR201
- 2017 FS201
- 2017 FU201
- 2017 FV201
- 2017 FW201
- 2017 FX201
- 2017 FY201
- 2017 FZ201
- 2017 FA202
- 2017 FB202
- 2017 FC202
- 2017 FD202
- 2017 FE202
- 2017 FF202
- 2017 FH202
- 2017 FJ202
- 2017 FK202
- 2017 FL202
- 2017 FM202
- 2017 FO202
- 2017 FP202
- 2017 FQ202
- 2017 FR202
- 2017 FS202
- 2017 FT202
- 2017 FU202
- 2017 FV202
- 2017 FW202
- 2017 FX202
- 2017 FY202
- 2017 FZ202
- 2017 FA203
- 2017 FB203
- 2017 FC203
- 2017 FD203
- 2017 FE203
- 2017 FF203
- 2017 FG203
- 2017 FJ203
- 2017 FM203
- 2017 FN203
- 2017 FO203
- 2017 FP203
- 2017 FR203
- 2017 FS203
- 2017 FT203
- 2017 FU203
- 2017 FV203
- 2017 FW203
- 2017 FX203
- 2017 FY203
- 2017 FZ203
- 2017 FA204
- 2017 FB204
- 2017 FC204
- 2017 FD204
- 2017 FE204
- 2017 FF204
- 2017 FG204
- 2017 FK204
- 2017 FL204
- 2017 FM204
- 2017 FN204
- 2017 FP204
- 2017 FQ204
- 2017 FR204
- 2017 FS204
- 2017 FT204
- 2017 FU204
- 2017 FW204
- 2017 FX204
- 2017 FZ204
- 2017 FA205
- 2017 FB205
- 2017 FC205
- 2017 FD205
- 2017 FE205
- 2017 FF205
- 2017 FG205
- 2017 FH205
- 2017 FJ205
- 2017 FK205
- 2017 FL205
- 2017 FM205
- 2017 FN205
- 2017 FO205
- 2017 FQ205
- 2017 FR205
- 2017 FS205
- 2017 FT205
- 2017 FU205
- 2017 FW205
- 2017 FX205
- 2017 FY205
- 2017 FZ205
- 2017 FA206
- 2017 FB206
- 2017 FC206
- 2017 FF206
- 2017 FG206
- 2017 FH206
- 2017 FJ206
- 2017 FK206
- 2017 FL206
- 2017 FM206
- 2017 FN206
- 2017 FO206
- 2017 FP206
- 2017 FQ206
- 2017 FR206
- 2017 FS206
- 2017 FT206
- 2017 FU206
- 2017 FV206
- 2017 FW206
- 2017 FX206
- 2017 FY206
- 2017 FZ206
- 2017 FA207
- 2017 FB207
- 2017 FC207
- 2017 FD207
- 2017 FE207
- 2017 FF207
- 2017 FG207
- 2017 FH207
- 2017 FK207
- 2017 FL207
- 2017 FM207
- 2017 FN207
- 2017 FO207
- 2017 FQ207
- 2017 FR207
- 2017 FS207
- 2017 FT207
- 2017 FU207
- 2017 FV207
- 2017 FX207
- 2017 FY207
- 2017 FZ207
- 2017 FA208
- 2017 FB208
- 2017 FC208
- 2017 FE208
- 2017 FF208
- 2017 FG208
- 2017 FH208
- 2017 FJ208
- 2017 FK208
- 2017 FL208
- 2017 FM208
- 2017 FN208
- 2017 FO208
- 2017 FP208
- 2017 FQ208
- 2017 FR208
- 2017 FS208
- 2017 FT208
- 2017 FU208
- 2017 FV208
- 2017 FW208
- 2017 FX208
- 2017 FY208
- 2017 FZ208
- 2017 FA209
- 2017 FB209
- 2017 FC209
- 2017 FD209
- 2017 FE209
- 2017 FF209
- 2017 FG209
- 2017 FH209
- 2017 FJ209
- 2017 FK209
- 2017 FL209
- 2017 FM209
- 2017 FQ209
- 2017 FS209
- 2017 FT209
- 2017 FU209
- 2017 FV209
- 2017 FW209
- 2017 FX209
- 2017 FZ209
- 2017 FA210
- 2017 FB210
- 2017 FC210
- 2017 FD210
- 2017 FE210
- 2017 FG210
- 2017 FK210
- 2017 FL210
- 2017 FM210
- 2017 FN210
- 2017 FO210
- 2017 FP210
- 2017 FQ210
- 2017 FR210
- 2017 FS210
- 2017 FT210
- 2017 FU210
- 2017 FV210
- 2017 FW210
- 2017 FX210
- 2017 FY210
- 2017 FZ210
- 2017 FA211
- 2017 FB211
- 2017 FC211
- 2017 FD211
- 2017 FE211
- 2017 FF211
- 2017 FG211
- 2017 FH211
- 2017 FJ211
- 2017 FK211
- 2017 FL211
- 2017 FM211
- 2017 FO211
- 2017 FP211
- 2017 FQ211
- 2017 FR211
- 2017 FS211
- 2017 FT211
- 2017 FU211
- 2017 FW211
- 2017 FX211
- 2017 FY211
- 2017 FA212
- 2017 FB212
- 2017 FC212
- 2017 FD212
- 2017 FF212
- 2017 FG212
- 2017 FH212
- 2017 FJ212
- 2017 FK212
- 2017 FL212
- 2017 FM212
- 2017 FN212
- 2017 FO212
- 2017 FP212
- 2017 FQ212
- 2017 FR212
- 2017 FS212
- 2017 FT212
- 2017 FU212
- 2017 FV212
- 2017 FW212
- 2017 FX212
- 2017 FZ212
- 2017 FA213
- 2017 FB213
- 2017 FC213
- 2017 FD213
- 2017 FF213
- 2017 FG213
- 2017 FH213
- 2017 FJ213
- 2017 FK213
- 2017 FM213
- 2017 FN213
- 2017 FO213
- 2017 FQ213
- 2017 FR213
- 2017 FS213
- 2017 FT213
- 2017 FU213
- 2017 FV213
- 2017 FX213
- 2017 FY213
- 2017 FZ213
- 2017 FA214
- 2017 FB214
- 2017 FC214
- 2017 FD214
- 2017 FE214
- 2017 FF214
- 2017 FG214
- 2017 FH214
- 2017 FJ214
- 2017 FK214
- 2017 FL214
- 2017 FM214
- 2017 FO214
- 2017 FP214
- 2017 FQ214
- 2017 FR214
- 2017 FS214
- 2017 FT214
- 2017 FU214
- 2017 FV214
- 2017 FW214
- 2017 FY214
- 2017 FZ214
- 2017 FA215
- 2017 FB215
- 2017 FC215
- 2017 FD215
- 2017 FE215
- 2017 FF215
- 2017 FG215
- 2017 FH215
- 2017 FJ215
- 2017 FK215
- 2017 FM215
- 2017 FN215
- 2017 FO215
- 2017 FP215
- 2017 FQ215
- 2017 FR215
- 2017 FS215
- 2017 FT215
- 2017 FU215
- 2017 FV215
- 2017 FW215
- 2017 FX215
- 2017 FY215
- 2017 FZ215
- 2017 FA216
- 2017 FB216
- 2017 FC216
- 2017 FD216
- 2017 FE216
- 2017 FF216
- 2017 FG216
- 2017 FH216
- 2017 FJ216
- 2017 FK216
- 2017 FL216
- 2017 FN216
- 2017 FP216
- 2017 FQ216
- 2017 FR216
- 2017 FS216
- 2017 FT216
- 2017 FU216
- 2017 FV216
- 2017 FW216
- 2017 FX216
- 2017 FY216
- 2017 FA217
- 2017 FB217
- 2017 FC217
- 2017 FD217
- 2017 FE217
- 2017 FF217
- 2017 FG217
- 2017 FH217
- 2017 FJ217
- 2017 FK217
- 2017 FL217
- 2017 FM217
- 2017 FN217
- 2017 FO217
- 2017 FP217
- 2017 FQ217
- 2017 FR217
- 2017 FS217
- 2017 FT217
- 2017 FU217
- 2017 FV217
- 2017 FW217
- 2017 FX217
- 2017 FY217
- 2017 FZ217
- 2017 FA218
- 2017 FB218
- 2017 FC218
- 2017 FD218
- 2017 FE218
- 2017 FF218
- 2017 FG218
- 2017 FH218
- 2017 FK218
- 2017 FL218
- 2017 FM218
- 2017 FN218
- 2017 FO218
- 2017 FP218
- 2017 FQ218
- 2017 FR218
- 2017 FS218
- 2017 FT218
- 2017 FV218
- 2017 FW218
- 2017 FX218
- 2017 FY218
- 2017 FZ218
- 2017 FA219
- 2017 FB219
- 2017 FC219
- 2017 FD219
- 2017 FE219
- 2017 FF219
- 2017 FG219
- 2017 FH219
- 2017 FJ219
- 2017 FK219
- 2017 FL219
- 2017 FM219
- 2017 FN219
- 2017 FO219
- 2017 FP219
- 2017 FQ219
- 2017 FR219
- 2017 FS219
- 2017 FT219
- 2017 FU219
- 2017 FV219
- 2017 FW219
- 2017 FX219
- 2017 FY219
- 2017 FZ219
- 2017 FA220
- 2017 FB220
- 2017 FC220
- 2017 FD220
- 2017 FE220
- 2017 FF220
- 2017 FG220
- 2017 FH220
- 2017 FJ220
- 2017 FL220
- 2017 FM220
- 2017 FO220
- 2017 FP220
- 2017 FQ220
- 2017 FR220
- 2017 FS220
- 2017 FT220
- 2017 FU220
- 2017 FV220
- 2017 FW220
- 2017 FX220
- 2017 FY220
- 2017 FZ220
- 2017 FA221
- 2017 FB221
- 2017 FC221
- 2017 FD221
- 2017 FE221
- 2017 FF221
- 2017 FG221
- 2017 FH221
- 2017 FJ221
- 2017 FK221
- 2017 FL221
- 2017 FM221
- 2017 FN221
- 2017 FO221
- 2017 FP221
- 2017 FQ221
- 2017 FR221
- 2017 FS221
- 2017 FT221
- 2017 FU221
- 2017 FV221
- 2017 FW221
- 2017 FX221
- 2017 FY221
- 2017 FZ221
- 2017 FA222
- 2017 FB222
- 2017 FC222
- 2017 FD222
- 2017 FE222
- 2017 FF222
- 2017 FG222
- 2017 FH222
- 2017 FJ222
- 2017 FK222
- 2017 FL222
- 2017 FM222
- 2017 FN222
- 2017 FO222
- 2017 FP222
- 2017 FQ222
- 2017 FR222
- 2017 FS222
- 2017 FT222
- 2017 FV222
- 2017 FW222
- 2017 FX222
- 2017 FY222
- 2017 FZ222
- 2017 FA223
- 2017 FB223
- 2017 FC223
- 2017 FD223
- 2017 FE223
- 2017 FF223
- 2017 FH223
- 2017 FJ223
- 2017 FK223
- 2017 FL223
- 2017 FM223
- 2017 FN223
- 2017 FO223
- 2017 FP223
- 2017 FQ223
- 2017 FR223
- 2017 FS223
- 2017 FT223
- 2017 FV223
- 2017 FW223
- 2017 FX223
- 2017 FY223
- 2017 FZ223
- 2017 FA224
- 2017 FD224
- 2017 FE224
- 2017 FG224
- 2017 FH224
- 2017 FJ224
- 2017 FK224
- 2017 FL224
- 2017 FM224
- 2017 FN224
- 2017 FO224
- 2017 FP224
- 2017 FQ224
- 2017 FR224
- 2017 FS224
- 2017 FU224
- 2017 FW224
- 2017 FX224
- 2017 FY224
- 2017 FZ224
- 2017 FA225
- 2017 FB225
- 2017 FC225
- 2017 FD225
- 2017 FE225
- 2017 FF225
- 2017 FG225
- 2017 FH225
- 2017 FJ225
- 2017 FK225
- 2017 FL225
- 2017 FM225
- 2017 FN225
- 2017 FO225
- 2017 FP225
- 2017 FQ225
- 2017 FR225
- 2017 FS225
- 2017 FT225
- 2017 FU225
- 2017 FV225
- 2017 FW225
- 2017 FX225
- 2017 FY225
- 2017 FZ225
- 2017 FA226
- 2017 FB226
- 2017 FC226
- 2017 FE226
- 2017 FF226
- 2017 FG226
- 2017 FH226
- 2017 FJ226
- 2017 FL226
- 2017 FM226
- 2017 FN226
- 2017 FO226
- 2017 FP226
- 2017 FQ226
- 2017 FR226
- 2017 FS226
- 2017 FT226
- 2017 FU226
- 2017 FV226
- 2017 FW226
- 2017 FX226
- 2017 FY226
- 2017 FZ226
- 2017 FA227
- 2017 FB227
- 2017 FC227
- 2017 FD227
- 2017 FE227
- 2017 FF227
- 2017 FG227
- 2017 FH227
- 2017 FJ227
- 2017 FK227
- 2017 FL227
- 2017 FM227
- 2017 FN227
- 2017 FO227
- 2017 FP227
- 2017 FQ227
- 2017 FR227
- 2017 FS227
- 2017 FT227
- 2017 FU227
- 2017 FV227
- 2017 FW227
- 2017 FX227
- 2017 FY227
- 2017 FZ227
- 2017 FA228
- 2017 FB228
- 2017 FC228
- 2017 FD228
- 2017 FE228
- 2017 FF228
- 2017 FG228
- 2017 FH228
- 2017 FJ228
- 2017 FK228
- 2017 FL228
- 2017 FM228
- 2017 FN228
- 2017 FO228
- 2017 FP228
- 2017 FQ228
- 2017 FR228
- 2017 FT228
- 2017 FU228
- 2017 FV228
- 2017 FW228
- 2017 FX228
- 2017 FY228
- 2017 FZ228
- 2017 FA229
- 2017 FB229
- 2017 FC229
- 2017 FD229
- 2017 FE229
- 2017 FF229
- 2017 FG229
- 2017 FH229
- 2017 FJ229
- 2017 FK229
- 2017 FL229
- 2017 FM229
- 2017 FN229
- 2017 FO229
- 2017 FP229
- 2017 FQ229
- 2017 FS229
- 2017 FT229
- 2017 FU229
- 2017 FV229
- 2017 FW229
- 2017 FX229
- 2017 FY229
- 2017 FZ229
- 2017 FA230
- 2017 FB230
- 2017 FC230
- 2017 FD230
- 2017 FE230
- 2017 FF230
- 2017 FG230
- 2017 FH230
- 2017 FK230
- 2017 FL230
- 2017 FM230
- 2017 FN230
- 2017 FO230
- 2017 FP230
- 2017 FQ230
- 2017 FR230
- 2017 FS230
- 2017 FT230
- 2017 FU230
- 2017 FV230
- 2017 FW230
- 2017 FX230
- 2017 FY230
- 2017 FZ230
- 2017 FA231
- 2017 FB231
- 2017 FC231
- 2017 FD231
- 2017 FE231
- 2017 FF231
- 2017 FG231
- 2017 FH231
- 2017 FJ231
- 2017 FK231
- 2017 FL231
- 2017 FM231
- 2017 FN231
- 2017 FO231
- 2017 FP231
- 2017 FQ231
- 2017 FR231
- 2017 FS231
- 2017 FT231
- 2017 FU231
- 2017 FV231
- 2017 FW231
- 2017 FX231
- 2017 FY231
- 2017 FZ231
- 2017 FA232
- 2017 FB232
- 2017 FC232
- 2017 FD232
- 2017 FE232
- 2017 FF232
- 2017 FG232
- 2017 FH232
- 2017 FJ232
- 2017 FK232
- 2017 FL232
- 2017 FM232
- 2017 FN232
- 2017 FO232
- 2017 FP232
- 2017 FQ232
- 2017 FR232
- 2017 FS232
- 2017 FT232
- 2017 FU232
- 2017 FV232
- 2017 FW232
- 2017 FX232
- 2017 FY232
- 2017 FZ232
- 2017 FA233
- 2017 FB233
- 2017 FC233
- 2017 FD233
- 2017 FE233
- 2017 FF233
- 2017 FG233
- 2017 FH233
- 2017 FJ233
- 2017 FK233
- 2017 FL233
- 2017 FM233
- 2017 FN233
- 2017 FO233
- 2017 FP233
- 2017 FQ233
- 2017 FR233
- 2017 FS233
- 2017 FT233
- 2017 FU233
- 2017 FV233
- 2017 FW233
- 2017 FX233
- 2017 FY233
- 2017 FA234
- 2017 FB234
- 2017 FC234
- 2017 FD234
- 2017 FE234
- 2017 FF234
- 2017 FG234
- 2017 FH234
- 2017 FJ234
- 2017 FK234
- 2017 FL234
- 2017 FM234
- 2017 FN234
- 2017 FO234
- 2017 FP234
- 2017 FQ234
- 2017 FR234
- 2017 FS234
- 2017 FT234
- 2017 FU234
- 2017 FV234
- 2017 FW234
- 2017 FX234
- 2017 FY234
- 2017 FZ234
- 2017 FA235
- 2017 FB235
- 2017 FC235
- 2017 FD235
- 2017 FE235
- 2017 FF235
- 2017 FG235
- 2017 FH235
- 2017 FJ235
- 2017 FK235
- 2017 FL235
- 2017 FM235
- 2017 FN235
- 2017 FO235
- 2017 FP235
- 2017 FQ235
- 2017 FR235
- 2017 FT235
- 2017 FU235
- 2017 FV235
- 2017 FW235
- 2017 FX235
- 2017 FY235
- 2017 FZ235
- 2017 FA236
- 2017 FB236
- 2017 FC236
- 2017 FD236
- 2017 FE236
- 2017 FF236
- 2017 FG236
- 2017 FH236
- 2017 FJ236
- 2017 FK236
- 2017 FL236
- 2017 FM236
- 2017 FN236
- 2017 FO236
- 2017 FP236
- 2017 FQ236
- 2017 FR236
- 2017 FS236
- 2017 FT236
- 2017 FU236
- 2017 FV236
- 2017 FW236
- 2017 FX236
- 2017 FY236
- 2017 FZ236
- 2017 FA237
- 2017 FB237
- 2017 FC237
- 2017 FD237
- 2017 FE237
- 2017 FF237
- 2017 FG237
- 2017 FH237
- 2017 FJ237
- 2017 FK237
- 2017 FL237
- 2017 FM237
- 2017 FN237
- 2017 FO237
- 2017 FP237
- 2017 FQ237
- 2017 FR237
- 2017 FS237
- 2017 FT237
- 2017 FU237
- 2017 FV237
- 2017 FX237
- 2017 FY237
- 2017 FZ237
- 2017 FA238
- 2017 FB238
- 2017 FC238
- 2017 FD238
- 2017 FE238
- 2017 FF238
- 2017 FG238
- 2017 FH238
- 2017 FJ238
- 2017 FK238
- 2017 FL238
- 2017 FM238
- 2017 FN238
- 2017 FO238
- 2017 FP238
- 2017 FQ238
- 2017 FR238
- 2017 FS238
- 2017 FT238
- 2017 FU238
- 2017 FV238
- 2017 FW238
- 2017 FX238
- 2017 FY238
- 2017 FZ238
- 2017 FA239
- 2017 FB239
- 2017 FC239
- 2017 FD239
- 2017 FE239
- 2017 FG239
- 2017 FH239
- 2017 FJ239
- 2017 FK239
- 2017 FM239
- 2017 FN239
- 2017 FO239
- 2017 FP239
- 2017 FQ239
- 2017 FR239
- 2017 FS239
- 2017 FT239
- 2017 FU239
- 2017 FV239
- 2017 FW239
- 2017 FX239
- 2017 FZ239
- 2017 FA240
- 2017 FB240
- 2017 FC240
- 2017 FD240
- 2017 FJ240
- 2017 FK240
- 2017 FL240
- 2017 FM240
- 2017 FN240
- 2017 FO240
- 2017 FP240
- 2017 FQ240
- 2017 FR240
- 2017 FS240
- 2017 FT240
- 2017 FU240
- 2017 FV240
- 2017 FW240
- 2017 FX240
- 2017 FY240
- 2017 FZ240
- 2017 FA241
- 2017 FB241
- 2017 FC241
- 2017 FD241
- 2017 FE241
- 2017 FF241
- 2017 FH241
- 2017 FJ241
- 2017 FK241
- 2017 FL241
- 2017 FM241
- 2017 FN241
- 2017 FP241
- 2017 FQ241
- 2017 FR241
- 2017 FS241
- 2017 FT241
- 2017 FU241
- 2017 FV241
- 2017 FW241
- 2017 FX241
- 2017 FY241
- 2017 FZ241
- 2017 FA242
- 2017 FB242
- 2017 FC242
- 2017 FD242
- 2017 FE242
- 2017 FF242
- 2017 FG242
- 2017 FH242
- 2017 FJ242
- 2017 FK242
- 2017 FL242
- 2017 FM242
- 2017 FN242
- 2017 FO242
- 2017 FP242
- 2017 FQ242
- 2017 FR242
- 2017 FS242
- 2017 FT242
- 2017 FU242
- 2017 FW242
- 2017 FX242
- 2017 FY242
- 2017 FZ242
- 2017 FA243
- 2017 FB243
- 2017 FC243
- 2017 FE243
- 2017 FF243
- 2017 FG243
- 2017 FH243
- 2017 FJ243
- 2017 FK243
- 2017 FM243
- 2017 FN243
- 2017 FO243
- 2017 FP243
- 2017 FQ243
- 2017 FR243
- 2017 FS243
- 2017 FT243
- 2017 FU243
- 2017 FV243
- 2017 FW243
- 2017 FX243
- 2017 FY243
- 2017 FZ243
- 2017 FA244
- 2017 FB244
- 2017 FC244
- 2017 FD244
- 2017 FF244
- 2017 FG244
- 2017 FH244
- 2017 FJ244
- 2017 FK244
- 2017 FM244
- 2017 FN244
- 2017 FO244
- 2017 FP244
- 2017 FQ244
- 2017 FR244
- 2017 FS244
- 2017 FT244
- 2017 FU244
- 2017 FW244
- 2017 FY244
- 2017 FA245
- 2017 FB245
- 2017 FC245
- 2017 FD245
- 2017 FE245
- 2017 FF245
- 2017 FG245
- 2017 FH245
- 2017 FJ245
- 2017 FK245
- 2017 FL245
- 2017 FM245
- 2017 FN245
- 2017 FP245
- 2017 FR245
- 2017 FS245
- 2017 FT245
- 2017 FU245
- 2017 FV245
- 2017 FW245
- 2017 FX245
- 2017 FY245
- 2017 FZ245
- 2017 FA246
- 2017 FB246
- 2017 FC246
- 2017 FD246
- 2017 FE246
- 2017 FF246
- 2017 FG246
- 2017 FH246
- 2017 FJ246
- 2017 FK246
- 2017 FL246
- 2017 FM246
- 2017 FN246
- 2017 FO246
- 2017 FP246
- 2017 FQ246
- 2017 FR246
- 2017 FS246
- 2017 FT246
- 2017 FU246
- 2017 FV246
- 2017 FX246
- 2017 FZ246
- 2017 FA247
- 2017 FB247
- 2017 FC247
- 2017 FD247
- 2017 FE247
- 2017 FF247
- 2017 FG247
- 2017 FH247
- 2017 FJ247
- 2017 FK247
- 2017 FL247
- 2017 FM247
- 2017 FN247
- 2017 FO247
- 2017 FP247
- 2017 FQ247
- 2017 FR247
- 2017 FS247
- 2017 FT247
- 2017 FV247
- 2017 FW247
- 2017 FX247
- 2017 FY247
- 2017 FZ247
- 2017 FA248
- 2017 FB248
- 2017 FC248
- 2017 FD248
- 2017 FE248
- 2017 FF248
- 2017 FG248
- 2017 FH248
- 2017 FJ248
- 2017 FK248
- 2017 FL248
- 2017 FM248
- 2017 FN248
- 2017 FO248
- 2017 FP248
- 2017 FQ248
- 2017 FR248
- 2017 FS248
- 2017 FT248
- 2017 FU248
- 2017 FV248
- 2017 FW248
- 2017 FX248
- 2017 FY248
- 2017 FZ248
- 2017 FA249
- 2017 FB249
- 2017 FC249
- 2017 FD249
- 2017 FE249
- 2017 FF249
- 2017 FG249
- 2017 FH249
- 2017 FJ249
- 2017 FK249
- 2017 FL249
- 2017 FM249
- 2017 FN249
- 2017 FO249
- 2017 FP249
- 2017 FQ249
- 2017 FR249
- 2017 FS249
- 2017 FT249
- 2017 FU249
- 2017 FV249
- 2017 FW249
- 2017 FY249
- 2017 FZ249
- 2017 FA250
- 2017 FB250
- 2017 FC250
- 2017 FD250
- 2017 FE250
- 2017 FF250
- 2017 FG250
- 2017 FH250
- 2017 FJ250
- 2017 FK250
- 2017 FL250
- 2017 FM250
- 2017 FN250
- 2017 FO250
- 2017 FP250
- 2017 FQ250
- 2017 FR250
- 2017 FS250
- 2017 FT250
- 2017 FV250
- 2017 FW250
- 2017 FX250
- 2017 FY250
- 2017 FZ250
- 2017 FA251
- 2017 FB251
- 2017 FC251
- 2017 FD251
- 2017 FE251
- 2017 FF251
- 2017 FG251
- 2017 FH251
- 2017 FJ251
- 2017 FK251
- 2017 FL251
- 2017 FM251
- 2017 FN251
- 2017 FO251
- 2017 FP251
- 2017 FQ251
- 2017 FR251
- 2017 FS251
- 2017 FT251
- 2017 FU251
- 2017 FV251
- 2017 FW251
- 2017 FX251
- 2017 FY251
- 2017 FZ251
- 2017 FA252
- 2017 FB252
- 2017 FC252
- 2017 FD252
- 2017 FE252
- 2017 FF252
- 2017 FG252
- 2017 FH252
- 2017 FK252
- 2017 FL252
- 2017 FM252
- 2017 FN252
- 2017 FO252
- 2017 FP252
- 2017 FQ252
- 2017 FR252
- 2017 FS252
- 2017 FT252
- 2017 FU252
- 2017 FV252
- 2017 FW252
- 2017 FX252
- 2017 FY252
- 2017 FZ252
- 2017 FA253
- 2017 FB253
- 2017 FC253
- 2017 FD253
- 2017 FE253
- 2017 FF253
- 2017 FG253
- 2017 FJ253
- 2017 FL253
- 2017 FM253
- 2017 FO253
- 2017 FP253
- 2017 FQ253
- 2017 FR253
- 2017 FS253
- 2017 FT253
- 2017 FU253
- 2017 FV253
- 2017 FW253
- 2017 FY253
- 2017 FZ253
- 2017 FA254
- 2017 FB254
- 2017 FC254
- 2017 FD254
- 2017 FE254
- 2017 FF254
- 2017 FG254
- 2017 FH254
- 2017 FJ254
- 2017 FK254
- 2017 FL254
- 2017 FM254
- 2017 FN254
- 2017 FO254
- 2017 FP254
- 2017 FQ254
- 2017 FR254
- 2017 FS254
- 2017 FT254
- 2017 FU254
- 2017 FV254
- 2017 FW254
- 2017 FX254
- 2017 FY254
- 2017 FZ254
- 2017 FA255